# Rumore sale e pepe

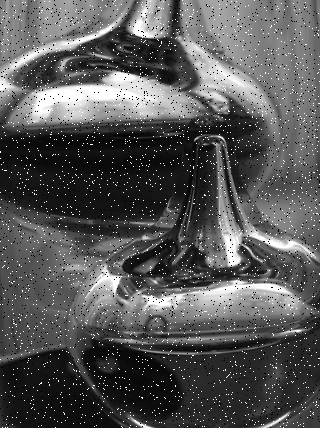
Un'immagine con del rumore sale e pepe.

Il rumore sale e pepe è una forma di rumore cromatico a carattere impulsivo che affligge le immagini digitali. Esso consiste nella presenza di pixel chiari in regioni scure ("sale") e viceversa pixel scuri in regioni chiare ("pepe"). La presenza di un rumore con caratteristiche impulsive, di intensità concentrata in pochi campioni, porta a forti scostamenti fra il valore di colore originario e quello dovuto all'effetto del rumore, ottenendo quindi il caratteristico contrasto fra i pixel affetti da rumore e quelli circostanti.
Tale rumore è solitamente dovuto a errori di trasmissione dei dati fra il sensore della fotocamera e le unità di elaborazione immagini della stessa. Esso viene mitigato da filtri mediani che eliminano il disturbo utilizzando come nuovo valore la mediana (o un quantile) dei valori attorno al pixel. In particolare i filtri LUM (lower-upper-middle) consentono di effettuare uno smoothing o uno sharpening pesato dei campioni.
Qualora il rumore fosse più pronunciato verso uno dei due estremi della scala cromatica è possibile applicare un filtro armonico o un controarmonico con coefficiente minore di uno per il rumore sale o un filtro controarmonico con coefficiente maggiore di uno per il rumore pepe. Inoltre un filtro con una finestra di dimensione 3 per 3 che computa il minimo tra i pixel nella sua area è un'altra ottima soluzione contro il rumore sale, lo stesso dicasi per un filtro che computa il massimo nel caso di un rumore pepe.